# Останній дзвоник
Останній дзвоник — традиційне свято школярів, які закінчують навчання. Останні дзвінки в школах проходять у кінці травня, коли навчання вже закінчилося, а випускні іспити ще не почалися. Останній дзвінок підводить риску, ставить крапку в багаторічному навчальному марафоні з усіма його уроками і змінами, контрольними роботами та домашніми завданнями.
Останній дзвінок — велике загальношкільне свято, яке адресоване випускникам, вчителям і батькам. Церемонія включає виступи гостей, директора, першої вчительки, батьків, вітання першокласників, напутнє слово випускникам.

## Традиції
Свято останнього дзвоника зазвичай проводиться в останню суботу травня. 2012 рік став винятком в Україні, навчання для школярів 9 та 11 класів завершилося майже на місяць раніше — 11 і 3 травня. Рано почалися і випускні іспити. Причиною того стало проведення Україною Євро-2012 (XIV Чемпіонату Європи з футболу).
Серед основних етапів свята загалом є:
- підсумки навчального року;

- нагородження учнів, які відзначились в навчанні, спорті, позакласній роботі, брали участь у творчих проектах тощо;

- вшанування вчителів;

- напутнє слово випускникам і сам дзвоник.[2]

За традицією дівчата одягають шкільну форму, рідше — білу блузку з темною спідницею. Юнаки носять у цей день костюми. Тривалий час була поширена шкільна форма зразка радянського періоду з білим фартухом, останнім часом вона стала витіснятися формою більш сучасного зразка (наприклад, вишиванки). На відміну від випускного за традицією на останній дзвоник поверх одягу юнаки і дівчата пов'язують стрічки з написом «Випускник», а на костюми (для дівчат — на фартухи) іноді прикріплюються або невеликі дзвіночки, або значки у вигляді дзвіночків.
Під час святкування часто дзвонять у дзвіночок, це символічно зображує шкільний дзвінок, що позначає початок або закінчення уроків. При цьому зазвичай у дзвіночок дзвонить першокласниця, яку несе одинадцятикласник. Часто випускники виходять на вулицю і відпускають в небо повітряні кульки, а також виконують перший шкільний вальс.
Місце проведення свята оформлюється державною символікою.
Обов’язковим є виконання Державного Гімну України під час відкриття та закриття свята.

## Застосування терміна
Слід зауважити, що більшість людей при вживанні чи використанні даного терміна не розмежовують "Останній дзвінок" від "Останнього дзвоника" вважаючи їх тотожними та використовують обидва варіанти.[джерело?]
Дзвінок — назва процесу, як правило, безперервної дії від електричного чи механічного пристрою: «Микола натиснув на дзвоник, але дзвінка в квартирі не почули»; «Задзвенів телефон, і я пішов відповідати на дзвінок».
В той час як церковні дзвони не можуть видавати дзвінок. Вони багатоголосі, їхній звук — дзвін або передзвін.
Дзвоник — назва пристрою, який видає звук: «Коні помчали, дзвоники задзвеніли» (Г. Квітка-Основ’яненко); «Дзвоник вийшов з ладу, тому я не почув дзвінка».
Тому більш коректною назвою традиційного свята буде "Останній дзвінок".[джерело?]